# Crkva sv. Roka u Vrboskoj
Crkva sv. Roka je rimokatolička crkva u Vrboskoj na Hvaru.

## Opis
Crkva sv. Roka izgrađena je u zapadnom dijelu naselja Vrboska, na padini nad uskom uvalom, a na samom ulazu u mjesto s jugozapadne strane, na putu koji iz naselja vodi u prostrano Starigradsko polje. Crkva je građena 1577. godine, najmlađa je među vrbovačkim crkvama i ima odlike pučkog baroka. Jednobrodna građevina zasvođena je zidanim šiljastim svodom, ima apsidu kvadratičnog oblika na zapadu i glavno pročelje s ulazom na istoku. Atipična orijentacija crkve uvjetovana je urbanističkim smještajem crkve u odnosu na naselje, tako da je građevina glavnim pročeljem okrenuta prema središtu naselja. Na glavnom pročelju je jednostavan ulaz s kamenim pragovima, flankiran s dva prozora pravokutnog oblika, a vidljive su i znatno oštećene konzolno ugrađene kamene klupčice, kakve su postojale i u čitavoj duljini sjevernog pročelja, no danas su otučene, jer uz crkvu prolazi cesta koja se povremeno koristi i za kolni promet. Sjeverni zid crkve je bez otvora, dok je na južnom pročelju jedan izduženi prozor u kamenim pragovima, oblikovan u tipologiji zakašnjelog gotičkog prozora. Crkva je zidana priklesanim kamenom u horizontalnim redovima nejednakih visina, a dvostrešni krov je pokriven kamenim pločama. U osi istočnog pročelja diže se jednodijelni zvonik na preslicu baroknog oblikovanja. Podnožje preslice sastavljeno je od dva dijela koji su odijeljeni polukružnim vijencem. Otvor za zvono je polukružan, ukrašen volutama i biljnim ornamentom. Iznad otvora je istaknuti, profilirani vijenac nad kojim je atika ukrašena ornamentom s biljnim motivom. Unutrašnjost crkve je presvođena zidanim šiljastim svodom, a žbuka je u unutrašnjosti crkve otučena. Triumfalni luk građen je od kamenih klesanaca kao šiljasti luk, oslonjen na kamene profilirane imposte. Svetište je svođeno šiljastim svodom, a u njemu je je trodijelni drveni barokni oltar s kipovima sv. Roka, sv. Fabijana i sv. Sebastijana, atribuiran Urbanu de Surgge, bavarskom majstoru iz prve polovice 17. stoljeća. Oltarna menza je kamena, intarzirana polikromiranim kamenom. Pod crkve popločan je kamenim pločama iz vremena gradnje.

## Zaštita
Pod oznakom Z-6281 zavedena je kao nepokretno kulturno dobro - pojedinačno, pravna statusa zaštićena kulturnog dobra, klasificirano kao "sakralna graditeljska baština".